# Hjullastare

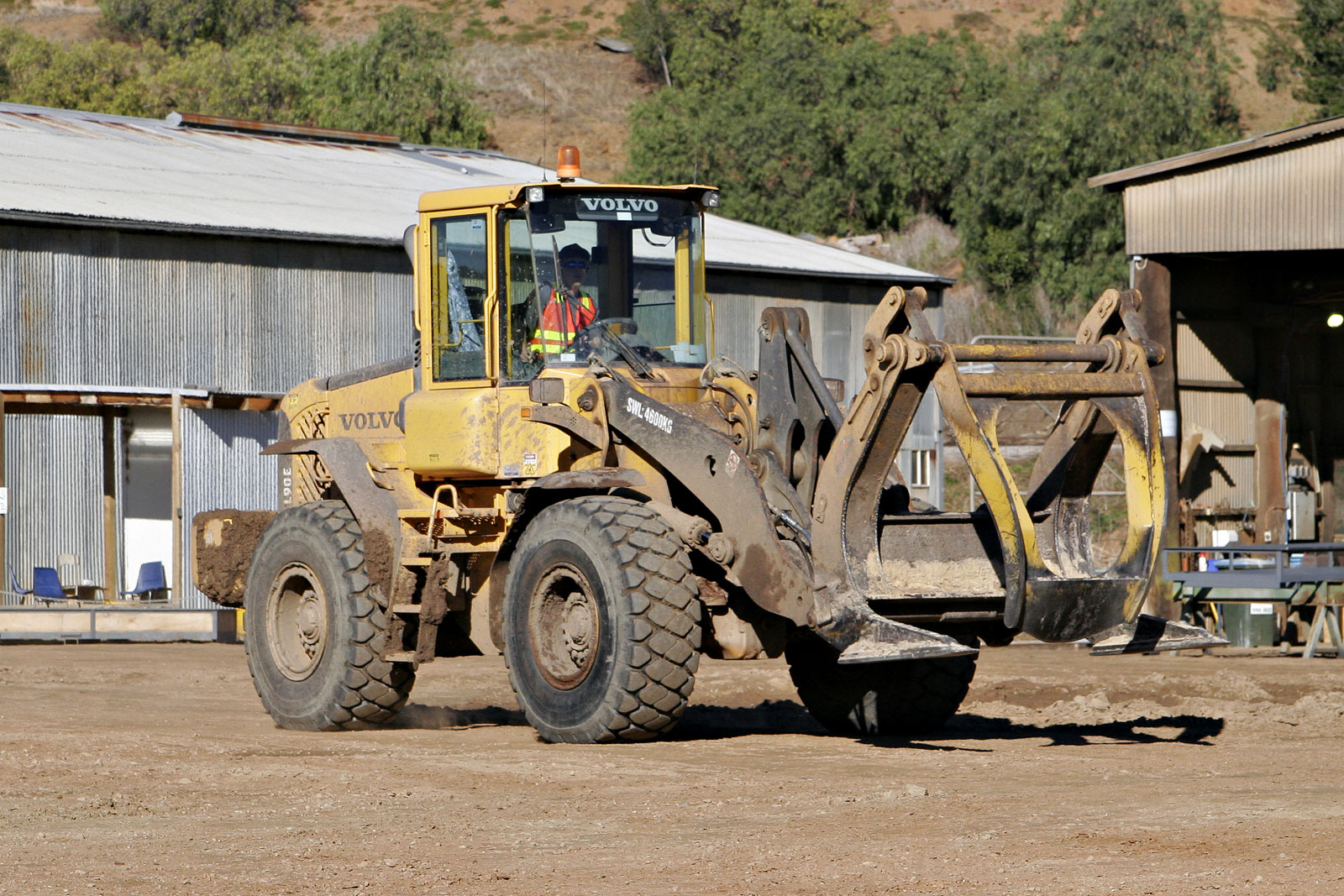
Hjullastare på ett sågverk (Volvo L90E)

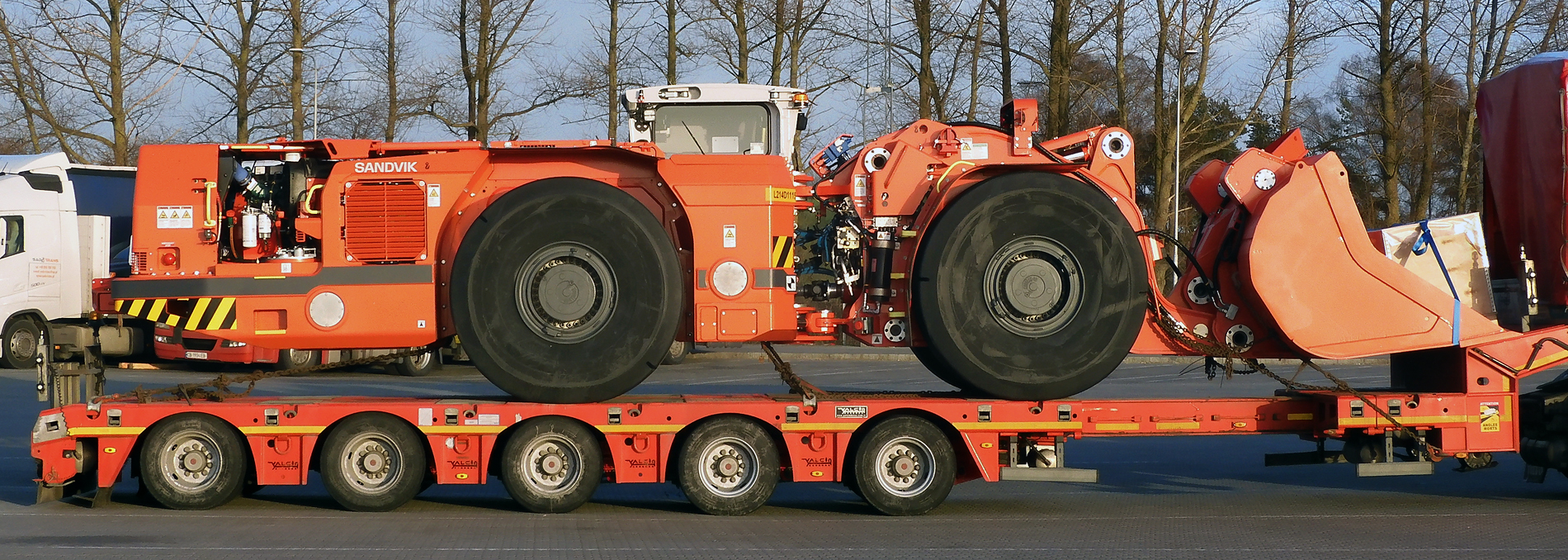
En hjullastare för gruvor, LH 514 från Sandvik.

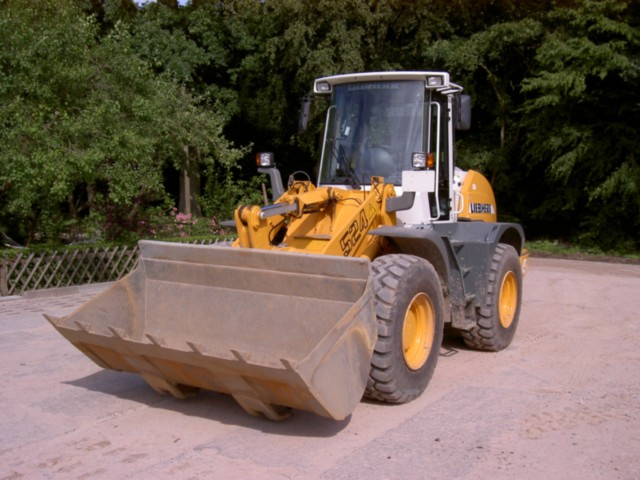
Hjullastare med skopa (Liebherr L524)

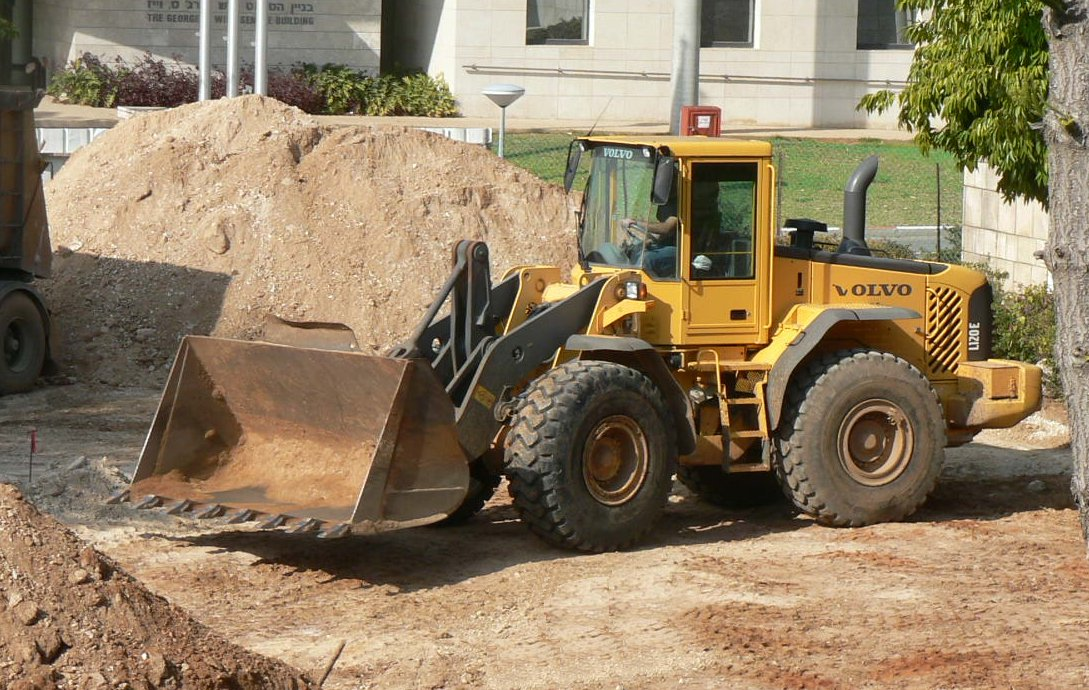
Volvo L120E hjullastare. På bilden kan man tydligt se hur ramstyrningen gör att hela den främre delen av fordonet, inklusive skopan, svänger när man vrider på ratten, och inte bara hjulen.

En hjullastare (eller lastmaskin) är en typ av fordon i huvudsak avsedd för lastning och hantering av bulkvaror som till exempel grus, sand och flis med skopa.

## Historia
Volvo Construction Equipment tillverkade år 1954 tillsammans med Bröderna Lundberg världens första serietillverkade hjullastare, H10. Den var baserad på traktorn BM 35, senare även BM 55. Dessa så kallade baklastare styrdes med bakhjulen. Idag är hjullastare midjestyrda och hjulen är lika stora bak som fram.

## Användningsområden
Hjullastare är mångsidiga arbetsredskap som används främst vid hantering av massor, exempelvis sten eller grus med hjälp av en skopa men kan även användas för pallhantering. Lastmaskiner används i regel inte till tyngre schaktningsarbeten, där har larvdrivna bulldozers med sitt överlägsna markgrepp en given roll. Grävarbeten är inte heller möjliga att utföra eftersom normala lastmaskiner som mest kan sänka skopan någon decimeter under markplanet

### Kompakta hjullastare
Hjullastare av mindre modell kallas kompakta hjullastare och är mycket små hjullastare som ofta används som servicemaskiner på byggplatser, ofta med pallgafflar och för finplanering med planeringsskopa. När det gäller arbeten med till exempel pallhantering med pallgafflar och snöröjning med snöblad eller vikplog är det vanligt att kompakta hjullastare används. För fastighetsskötsel, parkförvaltning och liknande är det populärt med dessa mindre hjullastare.

### Redskapsbärare
Sedan finns redskapsbärare i hjullastarform. Det är små hjullastare med mycket högt hydraultryck som gör det möjligt att använda mycket effektkrävande redskap som slaghack driven av hjullastarens egen hydraulik som en vanlig kompakt hjullastare inte skulle klara av. Svensk tillverkare av redskapsbärare är Lundberg Hymas samt en finsk konkurrent Wille som är de vanligaste i sin klass på marknaden. Dessa är också vanliga som servicemaskiner på byggplatser samt för snöröjning, finplanering, vårsopning, parkskötsel mm.

### Redskap
Hjullastare är i regel försedda med standardiserade redskapsfästen som gör det möjligt att växla mellan en mängd olika typer av redskap. Den vanligaste standarden för redskapsfästen i Sverige är det så kallade Stora BM som Volvos hjullastare använder. De äldre baklastarna har i regel Lilla BM vilket innebär att de inte är kompatibla med redskap avsedda för moderna lastmaskiner. 
Olika redskap som kan användas är pallgafflar för pallhantering och snöröjning med snöblad eller vikplog. Snöbladen brukar oftast vara diagonalblad avsedda endast för vägplogningen då bladet bara kan vinklas åt höger eller vänster och ofta har en form som gör att snön kastas bättre. Bladet på en vikplog är delat på mitten med gångjärn som gör att man kan vinkla plogen så man kan samla ihop snö, ploga åt höger respektive vänster sida och båda hållen samtidigt och få en liknande effekt som spetsplog. Andra snöredskap är: multiskopa, klaffblad/multiplog och spetsplog. 
Det finns en mängd olika typer av skopor: tandade respektive otandade grusskopor, skopor för lätta material som flis eller snö (stor skopvolym), skopor med god genomsikt för finare schaktningsarbeten (så kallad planering) och så vidare.

## Konstruktion
Lastmaskiner har ett lyftaggregat som har två hydrauliska funktioner: lyftning/sänkning av lyftarmarna respektive vinkling upp/ner (tiltning) av redskapsfästet. Själva utformningen av lyftlänkaget kan variera åtskilligt mellan olika tillverkare men själva grundfunktionen är alltid den samma. Om maskinen har ett extra hydrauluttag som kan utnyttjas för att till exempel driva en sopvals brukar man tala om en tredje funktion. Moderna maskiner har idag oftast även en fjärde funktion som kan utnyttjas för mer exotiska typer av redskap. 
Moderna hjullastare är som regel fyrhjulsdrivna och ramstyrda men det förekommer även hjullastare med styrning på alla fyra hjulen. En äldre typ av icke-midjestyrda, "stela", lastmaskin var de så kallade baklastare som producerades i stort antal i Sverige ända fram till början på 1980-talet. I Sverige har Volvo Construction Equipment en mycket stark ställning på marknaden. Som exempel på konkurrenter kan amerikanska Caterpillar och den mindre svenska tillverkaren Ljungby Maskin nämnas. 

## Svensktillverkade hjullastare
- Ljungby Maskin
- Lundberg Hymas AB
- Sandvik AB (underjordslastare)
- Volvo Construction Equipment
- Atlas Copco (underjordslastare, LHD)

## Liknande maskiner
- Teleskoplastare används oftast på byggarbetsplatser och är en typ av lastmaskin där lyftaggregatet ersatts av en teleskopisk lyftarm med lång räckvidd. Teleskoplastare kan användas för att lyfta in byggnadsmaterial flera våningar upp i byggnader som håller på att färdigställas. Oftast är inte teleskoplastare midjestyrda eftersom de vid höga lyft är beroende av god stabilitet. Teleskoplastare kan även vara runtomsvängande som en grävmaskin. Exempel på tillverkare av teleskoplastare är Merlo och JCB.

- Kompaktlastare är väldigt små stelramslastare som används vid arbeten i trånga utrymmen, till exempel inuti byggnader.

- Frontlastare är en utrustning för jordbrukstraktorer.

- LHD (Load, Haul, Dump - Lasta, Frakta, Tippa) används för gruvdrift under jord och är en speciell form av hjullastare. Dessa är el- eller dieseldrivna och lågbyggda. De främsta tillverkarna på marknaden är Sandvik AB, Atlas Copco och Caterpillar.